# آلفونسو دی لوسیا
آلفونسو دی لوسیا (انگلیسی: Alfonso De Lucia؛ زادهٔ ۱۲ نوامبر ۱۹۸۳) بازیکن فوتبال اهل ایتالیا است.
از باشگاه‌هایی که در آن بازی کرده‌است می‌توان به باشگاه فوتبال پارما، باشگاه فوتبال سالرنیتانا، باشگاه فوتبال مونتسا، باشگاه فوتبال لیورنو، و باشگاه فوتبال ناپولی اشاره کرد.
وی همچنین در تیم ملی فوتبال زیر ۲۰ سال ایتالیا بازی کرده‌است.